# ان‌جی‌سی ۶۸۶۶
ان‌جی‌سی ۶۸۶۶ (انگلیسی: NGC 6866) یک خوشه باز در صورت فلکی ماکیان است که در ۲۳ ژوئیه ۱۷۸۳ توسط کارولینه هرشل کشف شد.